# Paquita Bernardo
Paquita Bernardo (Francisca Cruz Bernardo; * 1. Mai 1900 in Buenos Aires; † 14. April 1925 ebenda), bekannt als La Flor de Villa Crespo, war eine argentinische Tangokomponistin, Bandoneonistin und Bandleaderin.

## Leben und Wirken
Die Tochter spanischer Einwanderer begann im Alter von fünfzehn Jahren eine Klavierausbildung bei Catalina Torres. Sie wechselte aber bald zum Bandoneon, dessen Spiel sie bei Augusto Berto, Pedro Maffia und Enrique García erlernte. Ab 1921 trat sie mit einem eigenen Sextett, dem Orquesta Paquita in der Bar Domínguez auf und begleitete dort Musiker wie Osvaldo Pugliese, Elvino Vardaro, Alcides Palavecino, Miguel Loduca und ihren Bruder Arturo Bernardo. Sie spielte hier auch die Uraufführung ihres Tangos Floreal.
1923 trat sie – als einzige Frau unter hunderten männlicher Musiker – bei der von der Sociedad de Compositores veranstalteten Gran Fiesta del Tango im Teatro Coliseo auf. Zur Eröffnung von Radio Cultura spielte sie Tangos begleitet von José Tanga. Sie setzte 1923–24 ihre Auftritte in Bars und Salons in Buenos Aires fort, im Oktober 1923 gastierte sie in der Confitería 18 de Julio in Montevideo. Ende 1924 debütierte sie im Theater Smart mit einem von Blanca Podestá geleiteten Orchester. Während ihres Engagements bis Februar 1924 trat sie dort mit José Tanga, Manuel Vicente, Bartolo López, Miguel Le Duca und ihren Bruder Arturo auf und begleitete den Sänger Florindo Ferrario. Bevor sie ein eigenes Album aufnehmen konnte, starb Bernardo im Alter von 24 Jahren an einer Lungenentzündung.
Paquita Bernardo war die erste Frau, die als Tangomusikerin auftrat und eine eigene Formation leitete. Außerdem komponierte sie auch fünfzehn Tangos, darunter Cachito, La enmascarada, Soñando und Floreal und den Walzer Divino cerro. Cachito wurde von Roberto Firpo aufgenommen, La enmascarada (nach einem Text von Francisco García Jiménez) und Soñando (nach einem Text von Eugenio Cárdenas) von Carlos Gardel.